# Dammastock
Il Dammastock (3.630 m s.l.m.) è la montagna più alta delle Alpi Urane.

## Descrizione
Si trova sul confine dei cantoni svizzeri Vallese e Uri e costituisce il punto più elevato di quest'ultimo.
Dal versante verso il Vallese prende forma il ghiacciaio del Rodano (Rhonegletscher); dal versante verso il Canton Uri prende forma il ghiacciaio Damma (Dammagletscher).

## Salita alla vetta
La montagna fu scalata per la prima volta il 28 luglio 1864 dall'alpinista Albert Hoffmann-Burkhardt con le guide Johann Fischer e Andreas von Weissenfluh.
La via normale di salita alla vetta si svolge percorrendo il ghiacciaio del Rodano in direzione nord e poi risalendo il versante ovest della montagna.

## Rifugi alpini
Per favorire l'ascesa alla vetta e l'escursionismo di alta quota sui fianchi del monti vi sono alcuni rifugi alpini:
- Dammastock Hut - 2.445 m
- Hotel Tiefenbach - 2.109 m